# Joshua Trachtenberg
Joshua Trachtenberg (geboren 11. Juli 1904 in London; gestorben 14. September 1959 in Teaneck) war ein US-amerikanischer Rabbiner.

## Leben und Werk
Joshua Trachtenberg zog als Kleinkind mit seinen Eltern Simon Trachtenberg und Deborah Gershuny 1907 in die USA. Er heiratete 1930 Edna Suer. Trachtenberg wurde 1936 am Hebrew Union College ordiniert und 1939 an der Columbia University mit einer Arbeit über Magie und Aberglaube promoviert. Daraus resultierte eine weitere Arbeit über die Stellung des Teufels im europäischen Antisemitismus. Sein Werk The Devil and the Jews aus dem Jahr 1943 gilt als Beginn der historischen Antisemitismusforschung. Trachtenberg stellt darin die These auf, der moderne Antisemitismus sei mit der Rezeption des Mittelalters entstanden, weshalb er nur über die Analyse persistierender judenfeindlicher Stereotype verstanden werden können.
Trachtenberg war Zionist und arbeitete als Rabbiner in mehreren reformierten Gemeinden, darunter von 1930 bis 1951 in Easton, Pennsylvania und von 1953 bis 1959 in Teaneck, New Jersey.

## Schriften (Auswahl)
- Jewish Magic and Superstition. Philadelphia : Behrmans, 1939. Ausgabe 2004 mit einem Vorwort von Moshe Idel.
- The Devil and the Jews. The medieval Conception of the Jews and its Relation to modern Antisemitism.  Yale Univ. Press, New Haven, Conn., 1943.
- Consider the Years : the story of the Jewish community of Easton, 1752–1942. Easton, Pa. : Centennial Committee of Temple Brith Sholom, 1944